# Gonzalo sent la violette

Gonzalo sent la violette est une pièce de théâtre de Robert Vattier et Albert Rieux, d'après Alain-René Lesage (Gil Blas), dont la création a eu lieu à Paris en 1958.

## Création
La création de la pièce a eu lieu le 12 juin 1958 au Théâtre Saint-Georges, à Paris.
- Mise en scène : Maurice Teynac
- Musique : Michel Bouleau
- Interprètes et personnages :
  - Maurice Teynac : Marquis de Fuego
  - Robert Vattier : Comte d'Azumar
  - Guy Michel : Gil Blas
  - Brigitte Barbier : Herminia
  - Bérangère Vattier : Paquita